# Gunilla Hasselgren
Sigrid Gunilla Hasselgren (født Jacobson den 15. februar 1962 i Stockholm) er en svensk læge og forfatter.
Efter at have studeret humaniora og jura begyndte hun i 25-års alderen at studere medicin på Uppsala Universitet og blev efterhånden specialist inden for almen medicin. Hun arbejder som læge på sundhedscentret i Kil. Hasselgren var tv-læge i Sveriges Televisions program Fråga doktorn fra 2003 til 2019, som indledningsvis blev sendt fra Karlstad, men nu sendes fra Umeå. Hun har også en spalte i magasinet Må Bra. Hasselgren blev tildelt titlen som æresdoktor i medicin ved det medicinske fakultet ved Uppsala universitet den 29. januar 2016.  
Gunilla Hasselgren er gift med lægen Mikael Hasselgren (født 1964) og parret har to sønner.